# Кокс, Джей
Джей Кокс (англ. Jay Cocks, при рождении Джон С. Кокс-младший — англ. John C. Cocks, Jr.; род. 12 января 1944) — американский кинокритик и сценарист.
Он окончил Кеньонский колледж. Он был критиком в «Time», «Newsweek» и «Rolling Stone» среди других журналов, до того как начать писать сценарии.
Как сценарист, он работал над фильмами «Эпоха невинности» и «Банды Нью-Йорка» Мартина Скорсезе — сценарий над которым он работал в 1976 году — точно так же как над фильмом «Странные дни» Кэтрин Бигелоу.

## Номинации
- Премия «Оскар»: Лучший адаптированный сценарий — «Эпоха невинности» (1993)
- Премия «Оскар»: Лучший оригинальный сценарий — «Банды Нью-Йорка» (2002)
- Премия «BAFTA»: Лучший оригинальный сценарий — «Банды Нью-Йорка» (2002)